# Trémaouézan
Trémaouézan (bretonisch Tremaouezan) ist eine französische Gemeinde im Département Finistère im Westen der Bretagne mit 492 Einwohnern (Stand: 1. Januar 2022). Sie gehört zum Arrondissement Brest und ist Mitglied im Gemeindeverband Communauté d’agglomération du pays de Landerneau-Daoulas. Die Bewohner werden Tréviens und Tréviennes genannt.

## Geografie

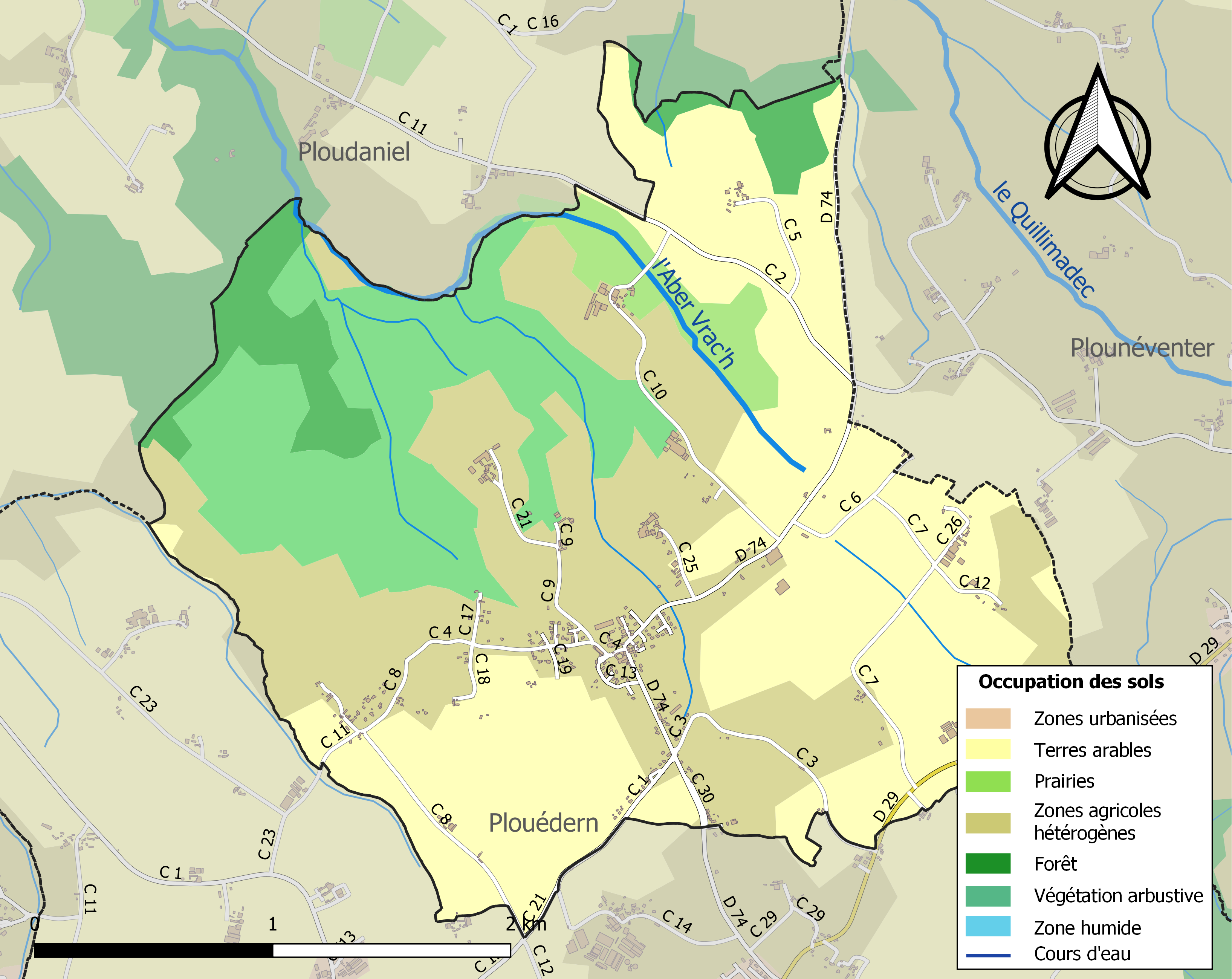
Bodennutzung, Hydrografie und Infrastruktur der Gemeinde (2018)

Trémaouézan befindet sich in der historischen Provinz Pays de Léon, etwa 21 Kilometer nordöstlich von Brest. Im Norden des Gemeindegebiets entspringt Aber Wrac’h und einige seiner Nebenflüsse, im Nordwesten erstreckt sich ein ausgedehntes Moorgebiet. An der südwestlichen Gemeindegrenze entspringt ein weiteres Flüsschen, das in nordwestlicher Richtung die Gemeinde begrenzt.
Das Gebiet von Trémaouézan birgt das 136 Hektar große Natura 2000-Schutzgebiet „Tourbière de Lann Gazel“ (FR5300067) und die 280 Hektar große ZNIEFF-Naturzone „Lann Gazel“ (530002088), die beide das Moorgebiet umfassen. Über drei Viertel der Fläche der Gemeinde werden landwirtschaftlich genutzt, etwa 5 % sind bewaldet.
Umgeben wird Trémaouézan von den drei Nachbargemeinden:
| Ploudaniel |                                             | Plounéventer |
|            | Kompassrose, die auf Nachbargemeinden zeigt |              |
|            | Plouédern                                   |              |

## Bevölkerungsentwicklung
| Jahr                       | 1962 | 1968 | 1975 | 1982 | 1990 | 1999 | 2006 | 2013 | 2020 |
| Einwohner                  | 323  | 283  | 265  | 345  | 370  | 431  | 410  | 535  | 511  |
| Quellen: Cassini und INSEE |      |      |      |      |      |      |      |      |      |

## Sehenswürdigkeiten
Die Kirche Notre-Dame stammt aus dem 16. und 17. Jahrhundert, während der Brunnen aus dem 18. Jahrhundert stammt. Das Querschiff stammt aus dem Jahr 1577. Die Vorhalle aus dem Jahr 1623 weist als Besonderheit eine durchgehende Arkadengalerie auf, die den Eingangsbogen überragt und den Zugang zu einem Archivraum über der Vorhalle ermöglicht. Die halbkreisförmige Öffnung der Vorhalle, die durch zwei kannelierte Säulen mit korinthischen Kapitellen verbunden ist, wird von einem Fries gekrönt, über dem eine Galerie mit einer durchbrochenen Steinbalustrade thront. Der Giebel fängt den Glockenturm ab und wird von einer Nische ausgehöhlt, in der sich eine Marienstatue befindet. Der Glockenturm stammt aus dem Jahr 1715. Die Kirche birgt zahlreiche Ausstattungsgegenstände, die in der Base Palissy gelistet sind, darunter eine große Anzahl, die als Monument historique der beweglichen Objekte klassifiziert sind. Auf dem Friedhof befindet sich das gotische Beinhaus. Der an eine Wand gelehnte Brunnen aus dem Jahr 1656 wird von einer Nische gekrönt, in der sich eine von einem Baldachin geschützte Statue befindet. Die Kirche ist seit 1916 als Monument historique klassifiziert, das Beinhaus seit 1921, der Brunnen seit 1926.

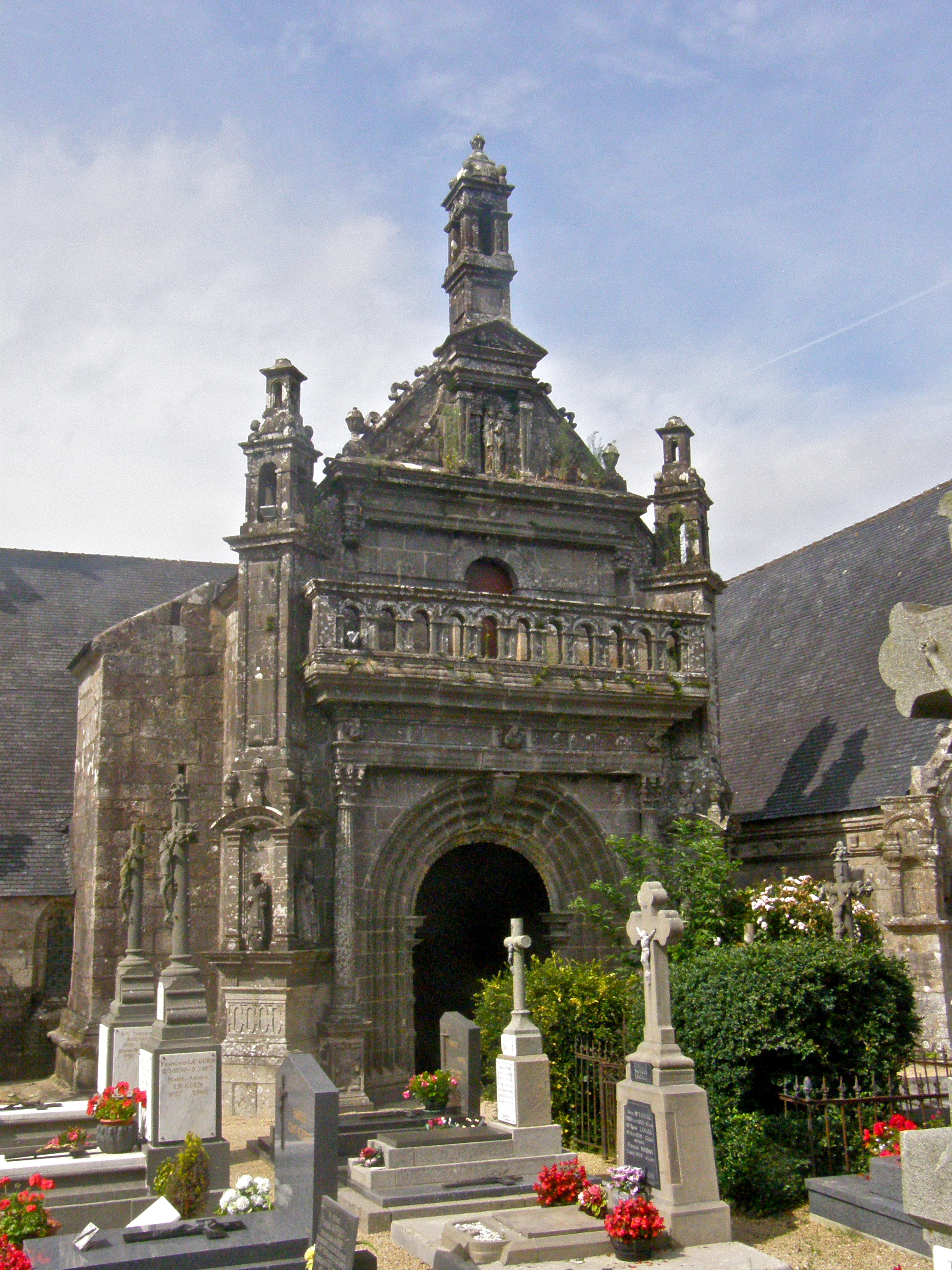
Kirche Notre-Dame, Vorhalle
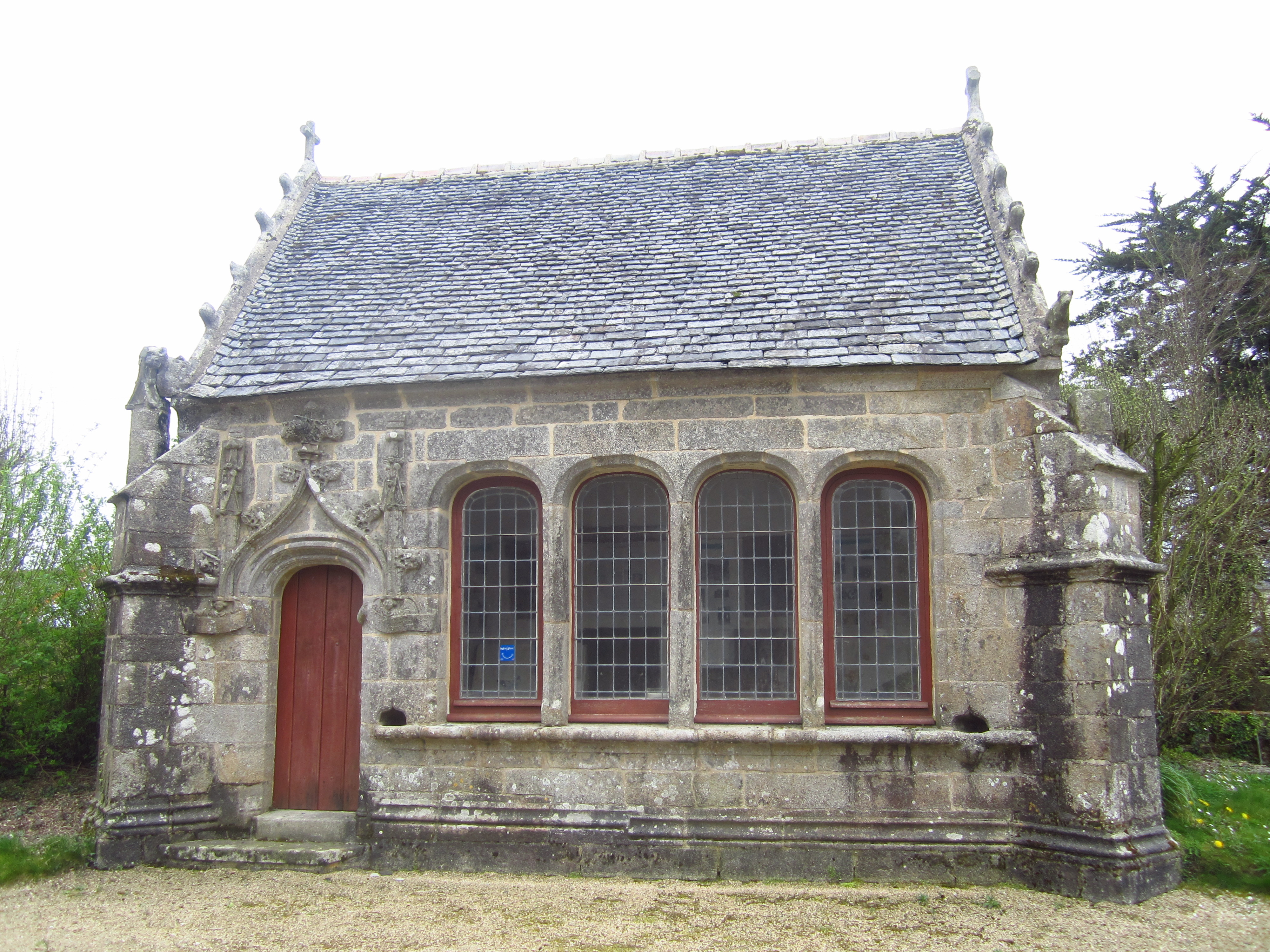
Beinhaus
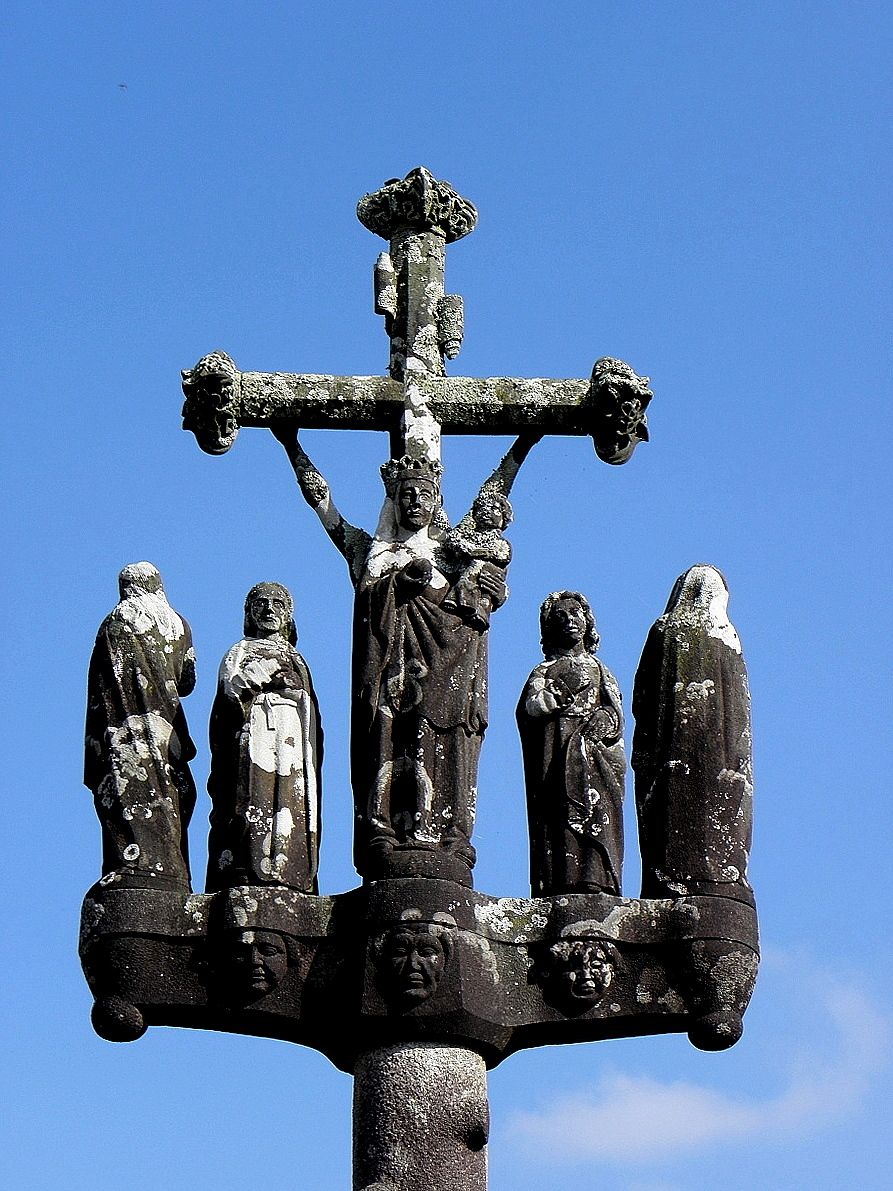
Calvaire

## Verkehr
Die Gemeinde liegt fernab von größeren Verkehrsachsen. Lokale Landstraßen verbinden ihre Weiler mit dem Zentrum und die umliegenden Nachbargemeinden.